# Toaroha (rivière)
La rivière Toaroha  (en anglais : Toaroha River)  est un cours d’eau de la région de la West Coast dans l’Île du Sud de la Nouvelle-Zélande.

## Géographie
Elle s’écoule généralement vers le nord à travers une vallée située entre la chaîne de « Toaroha Range » et de « Diedrichs Range » pour atteindre la rivière Kokatahi à 25 kilomètres au sud-est de la ville d’Hokitika.